# Union Remich-Bous
Union Remich-Bous (lux. Union Réimech-Bous) is een Luxemburgse voetbalclub uit Remich en Bous. Zwart en geel zijn de traditionele kleuren van de fusieclub.

## Geschiedenis
De club ontstond in 2009 uit een fusie tussen AS Remich (opgericht in 1931 en speelde zeven seizoenen op het tweede niveau) en US Bous (opgericht in 1934 en speelde nooit hoger dan het derde niveau). Naast het hoofdterrein in Remich heeft de club nog bijvelden in Bous. 
In 2015 won de fusieclub haar poule in de 1. Divisioun en promoveerde naar de Éirepromotioun. In 2016 degradeerde de club weer naar de 1. Divisioun.